# 千田琢哉
千田 琢哉（せんだ たくや）は、日本の著述家。
愛知県犬山市生まれ、岐阜県各務原市育ち。東北大学教育学部教育学科卒業。同大学学友会ボディビル部元主将。日系損害保険会社本部、大手経営コンサルティング会社事業企画本部・企画室・統括室等を経て独立。保険業界においては2007年から2010年にかけて業界紙「保険毎日新聞」「新日本保険新聞」等で1ページ独占連載記事を長期間担当し脚光を浴びる。

## 人物
著述家として活動をし、2025年4月までに182冊の本を出版している。（文庫版、共著含めると200冊超、海外翻訳版40冊超）
ビジネス書を中心に、死ぬまでに1,000冊の本を出版すると著者は語っている。
大学時代はボディビル部に所属し、全日本学生パワーリフティング選手権大会100kg級・第2位という成績も残し、筋トレ方法や身体を作るための食事方法についての著書も出版している。
2016年7月より『真夜中の雑談』～千田琢哉に訊いてきました～という音声コンテンツのダウンロードサービスを開始。千田琢哉がリスナーから届いた悩みに直接答えるというコンテンツである。毎月1日と15日に発売。
2017年2月より千田琢哉　特別インタビューの連載がスタート。
2018年12月より『千田琢哉レポート』というPDFファイルのダウンロードサービスを開始。

## 著書
2007年～2025年4月：182冊
- 1.『「あなたから保険に入りたい」とお客様が殺到する保険代理店』日本実業出版社 2007
- 2.『勝つ保険代理店は、ここが違う!』新日本保険新聞社 2008
- 3.『社長!この「直言」が聴けますか? 元気な会社はここが違う』日本実業出版社 2008
- 4.『継続的に売れるセールパーソンの行動特性88』マネジメント社 2009
- 5.『存続社長と潰す社長ー3300人のエグゼクティブから学んだ異色コンサルタントとの囁き』マネジメント社　2009
- 6.『尊敬される保険代理店 ー「家業」から「企業」への脱皮』マネジメント社 2009
- 7.『こんなコンサルタントが会社をダメにする!』日本実業出版社 2009
- 8.『20代で伸びる人、沈む人』きこ書房 2010
- 9.『転職１年目の仕事術』ディスカヴァー・トゥエンティワン　2010
- 10.『伸びる20代は、20代の頃より叱られる』きこ書房　2010
- 11.『学校で教わらなかった20代の辞書』ぱる出版 2010
- 12.『顧客が倍増する魔法のハガキ術 今から人生を豊かにするハガキのコツ』技術評論社 2010
- 13.『断れる20代になりなさい!』すばる舎 2010
- 14.『死ぬまでに仕事に困らないために20代で出逢っておきたい100の言葉』かんき出版　2011
- 15.『教科書に載っていなかった20代の哲学』ぱる出版　2011
- 16.『20代の勉強力で人生の伸びしろは決まる』日本実業出版社 2011
- 17.『この悲惨な世の中でくじけないために20代で大切にしたい80のこと』あさ出版 2011
- 18.『仕事で悩んでいるあなたへ経営コンサルタントから50の回答』きこ書房 2011
- 19.『人生で大切なことは、すべて｢書店｣で買える。』日本実業出版社 2011年
- 20.『人生を最高に楽しむために20代で使ってはいけない100の言葉』かんき出版 2011
- 21.『「その他大勢のダメ社員」にならないために20代で知っておきたい100の言葉』PHP研究所　2011
- 22.『「大学時代」自分のために絶対にやっておきたいこと』三笠書房　2011
- 23.『30代から輝きたい人が、20代で身につけておきたい「大人の流儀」』ぱる出版　2011
- 24.『今から、ふたりで「5年後のキミ」について話をしよう。』すばる舎　2011
- 25.『リーダーになる前に20代でインストールしておきたい大切な70のこと』青春出版社　2011
- 26.『人生でいちばん差がつく20代に気づいておきたいたった1つのこと』SBクリエイティブ 2011
- 27.『何となく20代を過ごしてしまった人が30代で変わるための100の言葉』日本文芸社 2011
- 28.『｢やめること｣からはじめなさい』星海社新書 2011年
- 29.『稼げる30代になるために絶対に染まってはいけない70の習慣』大和書房 2011
- 30.『ギリギリまで動けない　君の背中を押す言葉』日本実業出版社　2011
- 31.『ヒツジで終わる習慣、ライオンに変わる決断』実務教育出版 2011
- 32.『20代で群れから抜け出すために顰蹙を買っても口にしておきたい100の言葉』かんき出版 2012
- 33.『将来の希望ゼロでもチカラがみなぎってくる63の気づき』秀和システム 2012
- 34.『死ぬまで悔いのない生き方をする45の言葉』宝島社 2012
- 35.『20代仕事に躓いた時に読む本』ベストセラーズ 2012
- 36.『もう一度会いたくなる人の仕事術』PHP研究所　2012
- 37.『はじめて部下ができたときに読む本』廣済堂出版　2012
- 38.『たった2分で凹みから立ち直る本』学研プラス 2012
- 39.『本物の自信を手に入れるシンプルな生き方を教えよう。』SBクリエイティブ　2012
- 40.『一度、手に入れたら一生モノの幸運をつかむ50の習慣』徳間書店　2012
- 41.『本音でシンプルに生きる！』海竜社　2012
- 42.『20代のうちに知っておきたい　お金のルール』総合法令出版　2012
- 43.『20代の心構えが奇跡を生む』【CD付き】かんき出版　2012
- 44.『15歳からはじめる成功哲学』ナナ・コーポレート・コミュニケーション　2012
- 45.『30代で逆転する人、失速する人』あさ出版　2012
- 46.『たった2分で、決断できる。』学研プラス　2012
- 47.『不器用でも愛される「自分ブランド」を磨く50の言葉』ぱる出版　2012
- 48.『「あたりまえ」からはじめなさい』星海社　2012
- 49.『「今」を変えるためにできること』廣済堂出版　2012
- 『20代でやっておきたい50の習慣』宝島社　2012 【共著】
- 50.『「我慢」と「成功」の法則』大和書房　2012
- 51.『あなたが落ちぶれたとき手を差しのべてくれる人は、友人ではない。』日本実業出版社　2012
- 52.『たった２分で、やる気を上げる本。』学研プラス　2012
- 53.『その人脈づくりをやめなさい』PHP研究所　2012
- 54.『結局、仕事は気くばり』宝島社 2012
- 55.『誰よりもたくさん挑み、誰よりもたくさん負けろ!』海竜社 2012
- 56.『就活で君を光らせる84の言葉』永岡書店　2012
- 57.『たった2分で、道は開ける。』学研プラス　2012
- 58.『人は、恋愛でこそ磨かれる』三笠書房　2012
- 59.『君にはもうそんなことをしている時間は残されていない』あさ出版　2013
- 60.『「どうせ変われない」とあなたが思うのは、「ありのままの自分」を受け容れたくないからだ』すばる舎　2013
- 6１.『｢デキるふり｣からはじめなさい』星海社 2013年
- 『死ぬまで悔いのない生き方をする45の言葉』宝島社　2013 【文庫版】
- 62.『「特別な人」と出逢うために』廣済堂出版　2013
- 63.『仕事の答えは、すべて｢童話｣が教えてくれる。』朝日新聞出版 2013
- 64.『たった2分で、自分を変える本。 』学研プラス 2013
- 65.『仕事がつらい時　元気になれる100の言葉』宝島社　2013
- 66.『あの人と一緒にいられる時間はもうそんなに長くない』あさ出版 2013
- 67.『たった2分で、自分を磨く。』学研プラス　2013
- 68.『本を読んだ人だけがどんな時代も生き抜くことができる』宝島社 2013
- 69.『出世の教科書』ダイヤモンド社 2013
- 70.『「不自由」からの脱出』廣済堂出版　2013
- 『たった2分で、やる気を上げる本。 』学研プラス 2013 【文庫版】
- 71.『20代で身につけたい勉強の技法』アイバス出版　2013
- 72.『20代で身につけたい読書の技法』アイバス出版　2013
- 73.『人生って、それに早く気づいた者勝ちなんだ! 』ぱる出版 2013
- 74.『たった2分で、夢を叶える本。 』学研プラス 2013
- 75.『好きなことだけして生きていけ』PHP研究所 2013
- 76.『想いがかなう、話し方』徳間書店 2013.
- 77.『20代のうちに会っておくべき35人のひと』大和書房　2013
- 『結局、仕事は気くばり』宝島社　2013 【文庫版】
- 78.『印税で1億円稼ぐ』あさ出版 2013
- 79.『たった2分で、怒りを乗り越える本。』学研プラス 2013
- 80.『 1日に10冊の本を読み3日で1冊の本を書く ボクのインプット＆アウトプット法』アイバス出版 2013
- 81.『本を読んだ人だけがどんな時代も稼ぐことができる』宝島社 2013
- 82.『お金と人を引き寄せる50の法則』PHP研究所 2014
- 83.『仕事は好かれた分だけ、お金になる。』三笠書房 2014
- 84.『年収1,000万円に届く人、届かない人、超える人』あさ出版　2014
- 85.『挫折を乗り越えた人だけが口癖にする言葉』ぱる出版　2014
- 86.『たった２分で、自信を手に入れる本。』学研プラス　2014
- 87.『１秒で差がつく仕事の心得』宝島社　2014
- 『30代で頭角を現す69の習慣』大和書房　2014 【文庫版】
- 88.『私たちの人生の目的は終わりなき成長である』学研プラス 2014
- 89.『もし君が、そのことについて悩んでいるのなら』廣済堂出版　2014
- 90.『君の眠れる才能を呼び覚ます50の習慣』 KADOKAWA  2014
- 91.『人と比べないで生きていけ』ＰＨＰ研究所　2014
- 『たった２分で、決断できる。』学研プラス　2014 【文庫版】
- 92.『お金の９割は意欲とセンスだ』アイバス出版　2014
- 93.『たった２分で、勇気を取り戻す本。』学研プラス　2014
- 94.『常識を破る勇気が道をひらく』ぱる出版　2014
- 95.『仕事で「もうダメだ！」と思ったら最後に読む本』宝島社　2014
- 96.『今日が、人生最後の日だったら。』学研プラス　2014
- 97.『君は、奇跡を起こす準備ができているか。』徳間書店　2015
- 98.『その「ひと言」は、言ってはいけない』廣済堂出版　2015
- 99.『筋トレをする人は、なぜ、仕事で結果を出せるのか？』総合法令出版 2015
- 100.『1万人との対話でわかった　人生が変わる100の口ぐせ』三笠書房　2015
- 101.『いつだってマンガが人生の教科書だった』あさ出版 2015
- 102.『お金を稼ぐ人は、なぜ、筋トレをしているのか？』総合法令出版　2015
- 103.『読書をお金に換える技術』ぱる出版　2015
- 『たった1人との出逢いで人生が変わる人、10000人と出逢っても何も起きない人』PHP研究所　2015 【単行本】
- 104.『たった2分で、自分を超える本。』学研プラス　2015
- 105.『孤独になれば、道は拓ける。』大和書房　2015
- 106.『友だちをつくるな』PHP研究所　2015
- 『たった2分で、自分を変える本。』学研プラス　2015 【文庫本】
- 107.『稼ぐ男の身のまわり』廣済堂出版　2015
- 108.『さあ、最高の旅に出かけよう』総合法令出版　2015
- 109.『人生の9割は出逢いで決まる』リベラル社　2015
- 110.『人生って、早く夢中になった者勝ちなんだ！』ぱる出版　2015
- 111.『現状を破壊するには、「ぬるま湯」を飛び出さなければならない。』学研プラス　2015
- 112.『バカなのにできるやつ、賢いのにできないやつ』PHP研究所　2015
- 113.『超一流は、なぜ、デスクがキレイなのか？』総合法令出版　2015
- 『たった2分で、自信を手に入れる本。』学研プラス　2015 【文庫版】
- 『30歳になるまでに、「いい人」をやめなさい！』三笠書房　2016　【文庫版】
- 114.『人生の勝負は、朝で決まる。』学研プラス　2016
- 115.『超一流は、なぜ、食事にこだわるのか？』総合法令出版　2016
- 116.『「すぐやる」力で差をつけろ』リベラル社　2016
- 117.『学校は負けに行く場所。』藤田聖人 2016
- 118.『戦う君と読む33の言葉』KADOKAWA  2016
- 119.『人生を愉快にする！超・ロジカル思考』ぱる出版　2016
- 120.『持たないヤツほど、成功する！』PHP研究所　2016
- 121.『超一流の謝り方』総合法令出版　2016
- 122.『「振り回されない」ための60の方法』廣済堂出版　2016
- 123.『その他大勢から抜け出し、超一流になるために知っておくべきこと』PHP研究所　2016
- 124.『集中力を磨くと、人生に何が起こるのか？』学研プラス　2016
- 125.『非常識な休日が、人生を決める。』徳間書店　2016
- 126.『こんな大人になりたい！』ぱる出版　2016
- 127.『自分を変える　睡眠のルール』総合法令出版　2016
- 128.『偏差値30からの企画塾』藤田聖人 2016
- 129.『大切なことは、「好き嫌い」で決めろ！』学研プラス　2016
- 『図解「好きなこと」で夢をかなえる』PHP研究所　2016 【mook】
- 130.『人生を変える時間術』大和書房 2016
- 『やめた人から成功する。』大和書房　2016 【文庫版】
- 131.『仕事力をグーンと伸ばす20代の教科書』PHP研究所　2016
- 『私たちの人生の目的は終わりなき成長である』学研プラス　2016【文庫版】
- 132.『ムダの片づけ方』総合法令出版　2016
- 133.『一流の人生』海竜社　2016
- 134.『器の大きい人は、人の見ていない時に真価を発揮する。』ぱる出版　2016
- 135.『20代で身につけるべき「本当の教養」を教えよう。』学研プラス　2016
- 136.『チャンスを掴める人はここが違う』KKベストセラーズ　2017
- 『どこでも生きていける１００年つづく仕事の習慣』青春出版社　2017 【改訂版】
- 137.『どんな問題も解決する　すごい質問』総合法令出版　2017
- 138.『残業ゼロで年収を上げたければ、まず「住むところ」を変えろ！』学研プラス　2017
- 139.『君のスキルは、お金になる』PHP研究所　2017
- 140.『お金の法則』廣済堂出版　2017
- 141.『「今いる場所」で最高の成果が上げられる100の言葉』青春出版社　2017
- 『もう一度、仕事で会いたくなる人。』PHP研究所　2017  【文庫版】
- 142.『20代で知っておくべき「歴史の使い方」を教えよう。』学研プラス　2017
- 143.『超一流のマインドフルネス』徳間書店　2017
- 144.『「このまま人生終わっちゃうの？」と諦めかけた時に向き合う本。』藤田聖人 2017
- 145.『成功する人は、なぜ、墓参りを欠かさないのか？』総合法令出版  2017
- 146.『本気で勝ちたい人はやってはいけない』青春出版社　2017
- 147.『「仕事が速い」から早く帰れるのではない。「早く帰る」から仕事が速くなるのだ。』学研プラス 2017
- 『孤独になれば、道は拓ける。』大和書房　2017 【文庫版】
- 148.『成功する人は、なぜ、占いをするのか？』総合法令出版　2017
- 149.『20代で人生が開ける「最高の語彙力」を教えよう』学研プラス　2017
- 150.『大好きなことで、食べていく方法を教えよう。』海竜社　2018
- 151.『僕はこうして運を磨いてきた』青春出版社　2018
- 152.『超一流は、なぜ、靴磨きを欠かさないのか？』総合法令出版　2018
- 153.『成功者を奮い立たせた本気の言葉』学研プラス　2018
- 154.『5秒ルール：最高の結果を出す人がやっている思考・選択・行動50の習慣』徳間書店　2018
- 155.『生き残るための、独学。』学研プラス　2018
- 156.『超一流の「数字」の使い方』総合法令出版　2018
- 『人生を変える時間術』大和書房　2018【文庫版】
- 157.『人生を変える、お金の使い方。』学研プラス　2018
- 158.『心を動かす　無敵の文章術』マガジンハウス　2019
- 159.『「無敵」のメンタル』学研プラス　2019
- 160.『成功する人は、なぜ「自分が好き」なのか？』廣済堂出版　2019
- 161.『人生を変えるアウトプット術』徳間書店　2019
- 162.『根拠なき自信があふれ出す！「自己肯定感」が上がる100の言葉』学研プラス　2019
- 163.『いつまでも変われないのは、あなたが自分の「無知」を認めないからだ。』学研プラス　2019
- 『人生は「童話」に学べ』朝日新聞出版　2019【文庫版】
- 164.『人生を切り拓く100の習慣』学研プラス　2019
- 165.『極 突破力』大和書房　2019
- 166.『「自分の名前」で勝負する方法を教えよう。』祥伝社　2019
- 167.『死ぬまでお金に困らない力が身につく25の稼ぐ本』徳間書店　2020
- 『マンガ版　人生の勝負は、朝で決まる。』学研プラス　2020
- 168.『世界に何が起こっても自分を生ききる25の決断本』徳間書店　2020
- 『好きなことだけして生きていけ』PHP研究所　2020【文庫版】
- 169.『どんな時代にも通用する「本物の努力」を教えよう。』学研プラス　2020
- 170.『一流の人が、他人の見ていない時にやっていること。』清談社Publico　2020
- 171.『「勉強」を「お金」に変える最強の法則50』 学研プラス　2020
- 172.『10代で知っておきたい 本当に「頭が良くなる」ためにやるべきこと 』徳間書店　2020
- 173.『「独学」で人生を変えた僕がいまの君に伝えたいこと』青春出版社　2021
- 『新版　人生で大切なことは、すべて「書店」で買える。』日本実業出版社　2021【改訂版】
- 174.『人生を大きく切り拓くチャンスに気がつく生き方』かや書房　2021
- 175.『一流の人だけが知っている、他人には絶対に教えない この世界のルール。』清談社Publico　2021
- 176.『君が思うより人生は短い』あさ出版　2023
- 『決定版　人生を変える、お金の使い方。』Gakken【改訂版】　2023
- 177.『成功者は「今を生きる思考」をマスターしている』かや書房　2023
- 178.『一流の人が、他人に何を言われても やらなかったこと。』清談社Publico　2023
- 179.『作家になる方法』あさ出版　2024
- 『ハンディ版　マンガ　人生の勝負は、朝で決まる。』Gakken　2024
- 180.『29歳までに知っておきたかった100の言葉』清談社Publico　2024
- 181.『大学時代に教えておいてほしかったこと』あさ出版　2024
- 182.『39歳までに知っておきたかった100の言葉』清談社Publico　2025